# Socha svatého Jana Nepomuckého (Knapovec)
Klasicistní pískovcová socha svatého Jana Nepomuckého se nalézá u kostela svatých Petra a Pavla ve vesnici Knapovci, místní části města Ústí nad Orlicí. Socha je chráněna od roku 1958 jako kulturní památka ČR.

## Popis
Socha svatého Jana Nepomuckého stojí vedle kostela svatých Petra a Pavla v Knapovci. Samotná socha stojí na pískovbcovém základě, na kterém stojí hranolový bohatě ornamentálně zdobený dvoudílný podstavec zakončený nahoře profilováním. Na čelní straně podstavce je v ozdobném rámečku vytesán německý nápis.
Na tomto podstavci je umístěn pilíř ozdobený po stranách volutami. Pilíř je zakončen vzhůru vzepjatou ornamentálně zdobenou římsou. Ve vypjetí římsy pilíře je umístěn reliéf dvojice okřídlených hlaviček andílků obklopených paprsky s atributem jazyka. Na čelní straně pilíře je umístěn reliéf Jana Nepomuckého ve zpovědnici zpovídajícího královnu Žofii.
Nad římsou pílíře byly umístěny po stranách 2 konzolky s andílky (levý si tiskl prst na ústa, pravý drží knihu). Levý andílek je minimálně od roku 2011 ztracen (uražen).
Mezi andílky stojí subtilní podstavec pískovcového kříže, zdobený festony a reliéfem dvou okřídlených hlaviček andílků. 
Samotná socha představuje světce v životní velikosti oděného v tradičním kněžském rouchu s biretem v pravé ruce a levou rukou držícího na prsou krucifix. Kolem hlavy světce je svatozář s 5 plechovými hvězdami.
Socha byla v roce 1994 restaurována.

## Galerie

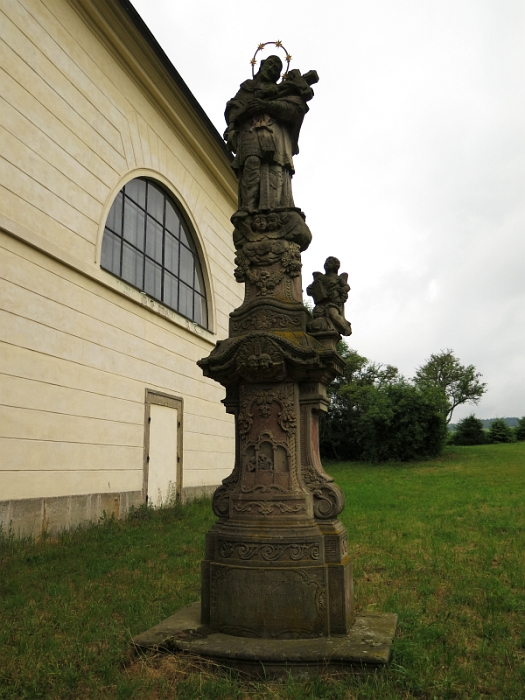
Knapovec, socha svatého Jana Nepomuckého - stav v roce 2015